# Пріор
Пріо́р (лат. príor — перший) — голова абатства (монастиря), який, згідно з регулою, обирається монастирською спільнотою. Інакше його називають абатом, суперіором, або настоятелем.

## Стародавній Рим
У давньоримському війську пріор — командир перших центурій маніпули.

## Католицькі монастирі і чернечі ордени
- Пріор — це насамперед титул настоятеля невеликого чоловічого католицького монастиря або старшого після абата-настоятеля члена чернечої громади (першого помічника абата). Монастир, в якому має місце проживання пріор, називається пріорі.

- Пріор — помічник абата раннього середньовіччя.[1]

- Пріорами називалися настоятелі монастирів Клюнійского ордена, підлеглі абатові Клюні.

- Пріорами називаються настоятелі монастирів картезіанців, іеронімітів, домініканців, кармелітів, августинців.

- Настоятелі картезіанських обителей називаються пріорами. Генералом ордена є пріор Гранд Шартрез. Генеральний капітул ордену складають всі пріори і громада Великий Шартрез.

- У домініканців провінційний пріор очолює відділення ордену в країні, Конвентуальний пріор (або просто пріор) — громаду (Пріорство, Конвент).

- Августинський орден і орден кармелітів очолюють генерал-пріори.

- У духовно-лицарських орденах пріорами називаються начальники провінцій (місцевих підрозділів ордена). Пріор або великий пріор — друге після великого магістра (гросмейстера) посадова особа ордена.

- Пріор — називалися посланці раси «Орай» в телесеріалі «Зоряна брама» в 9 −10 сезонах.